# Hiệp hội bóng đá Namibia
Hiệp hội bóng đá Namibia (tiếng Anh: Namibia Football Association) là tổ chức quản lý, điều hành các hoạt động bóng đá ở Namibia. Liên đoàn quản lý đội tuyển bóng đá quốc gia Namibia, tổ chức các giải bóng đá như vô địch quốc gia và cúp quốc gia. Liên đoàn bóng đá Namibia gia nhập FIFA và CAF cùng năm 1992.